# Griesbach (Gemeinde Groß Gerungs)

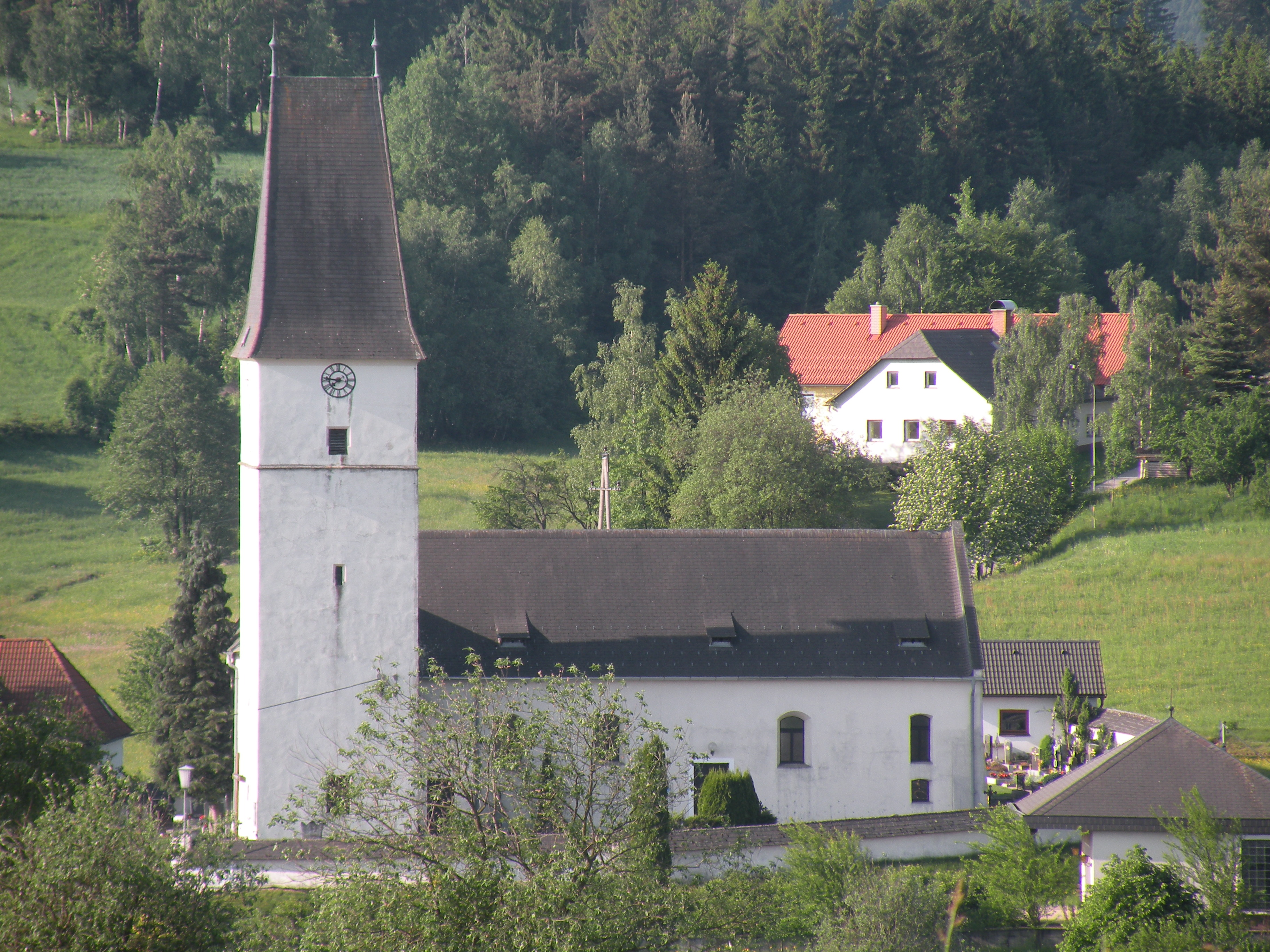
Pfarrkirche Griesbach

Griesbach ist eine Katastralgemeinde in der  Stadtgemeinde Groß Gerungs in Niederösterreich im Waldviertel.

## Geografie
Das Dorf südlich von Groß Gerungs am Griesbach und wird von der Greiner Straße erschlossen. Durch den Ort verlaufen auch einige Wanderwege.

## Geschichte
Der Ort wird gesichert erstmals im Jahr 1287 urkundlich erwähnt, als Leutold I. von Kuenring (aus der Dürnsteiner Linie dieses Hauses) für den Fall seines kinderlosen Todes dem Kloster Zwettl die Dörfer (Groß-)Gundholz und Griezpach schenkte. Der Name bedeutet „sandiger Bach“, an dessen Ufern das Dorf entstand; außerdem lag der Ort auch an einer alten Nord-Südstrasse. Im späteren Mittelalter und in der frühen Neuzeit waren die Herren von Ottenschlag, die Starhemberg als Herren von Arbesbach und die Herren von Rappottenstein Grundherrn in Griesbach, wie wir etwa aus dem Urbar der Herrschaft Rappottenstein von 1556 und dem sogenannten Bereitungsbuch von 1590/1591 wissen. Damals gehörte Griesbach zum Pfarrverband von Kirchbach und war Ende des 16. Jahrhunderts wie der Großteil der Region protestantisch geworden. Erst nach dem Ende des Dreißigjährigen Krieges 1648 machten gegenreformatorische Bemühungen das Waldviertel wieder zu einem mehrheitlich katholischen Gebiet, wobei sich die Griesbacher laut einem Bericht gegenüber diesen Maßnahmen als besonders halstärrig gezeigt haben sollen. Ein Grundbuch der Herrschaft Arbesbach aus der Zeit von 1729/1745 überliefert uns eine Liste von 14 Haushaltsvorständen Griesbachs in dieser Zeit; genannt werden Michael Höbarth, Joseph Vogl, Mathias Huber, Mathias Pachner, Michael Leeb, Johann Haslinger, Philipp Raffeltseder, Johann Lömauer, Martin Preiser, Leopold Haslinger, Philipp Träxler, Johannes Preiser, die verwitwete Magdalena Pichler und Mathias Haider. 1775 wurde mit dem Bau eines Schulhauses begonnen, als Schulmeister war der Schuster Hirschl tätig. Griesbach wurde dann 1784 unter Kaiser Joseph II. (1780–1790) zu einer eigenen Pfarre (mit den Ortschaften Griesbach, Wiesensfeld, Haselbach, Mühlbach, Schönbichel, Antenfeinhöfen und Raffetshöfe) erhoben; erster Pfarrer wurde Michael Wolf (1784–1792). Die ursprünglich um 1300 errichtete Pfarrkirche ist dem Heiligen Nikolaus geweiht; heute wird die Pfarre vom Priester der benachbarten Pfarre Arbesbach mitbetreut.
Laut Adressbuch von Österreich waren im Jahr 1938 in der Ortsgemeinde Griesbach zwei Gastwirte, zwei Gemischtwarenhändler, ein Landesproduktehändler, ein Müller, ein Schmied, zwei Schneider und zwei Schneiderinnen, zwei Schuster, ein Viehhändler und zahlreiche Landwirte ansässig. Das Dorf verfügt heute über ein Gasthaus, ein Kaufhaus und eine Polytechnische Schule. Im Winter werden gemeinsam mit dem benachbarten Dorf Klein Wetzles Langlaufloipen unterhalten; ansonsten ist der Haupterwerbszweig der Bevölkerung noch die Landwirtschaft.